# Constitution de Malte
Lire en ligne

Consulter

La Constitution de Malte (en maltais Il-Kostituzzjoni ta' Malta ; en anglais Constitution of Malta) est la norme juridique suprême de Malte. Cette loi fondamentale est adoptée le 21 septembre 1964 et marque la naissance de l’État de Malte, devenu ce jour indépendant vis-à-vis du Royaume-Uni. Elle est amendée, entre autres, en 1974 pour transformer le pays en république.

## Histoire
La reine Élisabeth II signe l'Acte d'indépendance de Malte le 31 juillet 1964. La Chambre des députés travaille alors sur la Constitution de Malte de 1961 pour produire une nouvelle Constitution qui, par son entrée en vigueur, marque l'indépendance du pays ; publiée dans le supplément no 11688 du 18 septembre 1964 de la Gazzetta tal-Gvern ta' Malta (la « Gazette du gouvernement de Malte »), elle est adoptée le 21 septembre 1964.
Le 13 décembre 1974, à la suite d'amendements apportés à la Constitution par le gouvernement travailliste de Dom Mintoff, la monarchie est abolie et Malte devient une république, la reine étant remplacée par un président élu.
Il s'agit de la loi fondamentale maltaise, par conséquent toutes lois ou autres normes contraires à la Constitution sont nulles et non avenues. Elle définit l'Église catholique comme religion d'État et l'introduction de l'enseignement du fait religieux à l'école publique.

## Compléments